# Ordre de succession au trône de Norvège

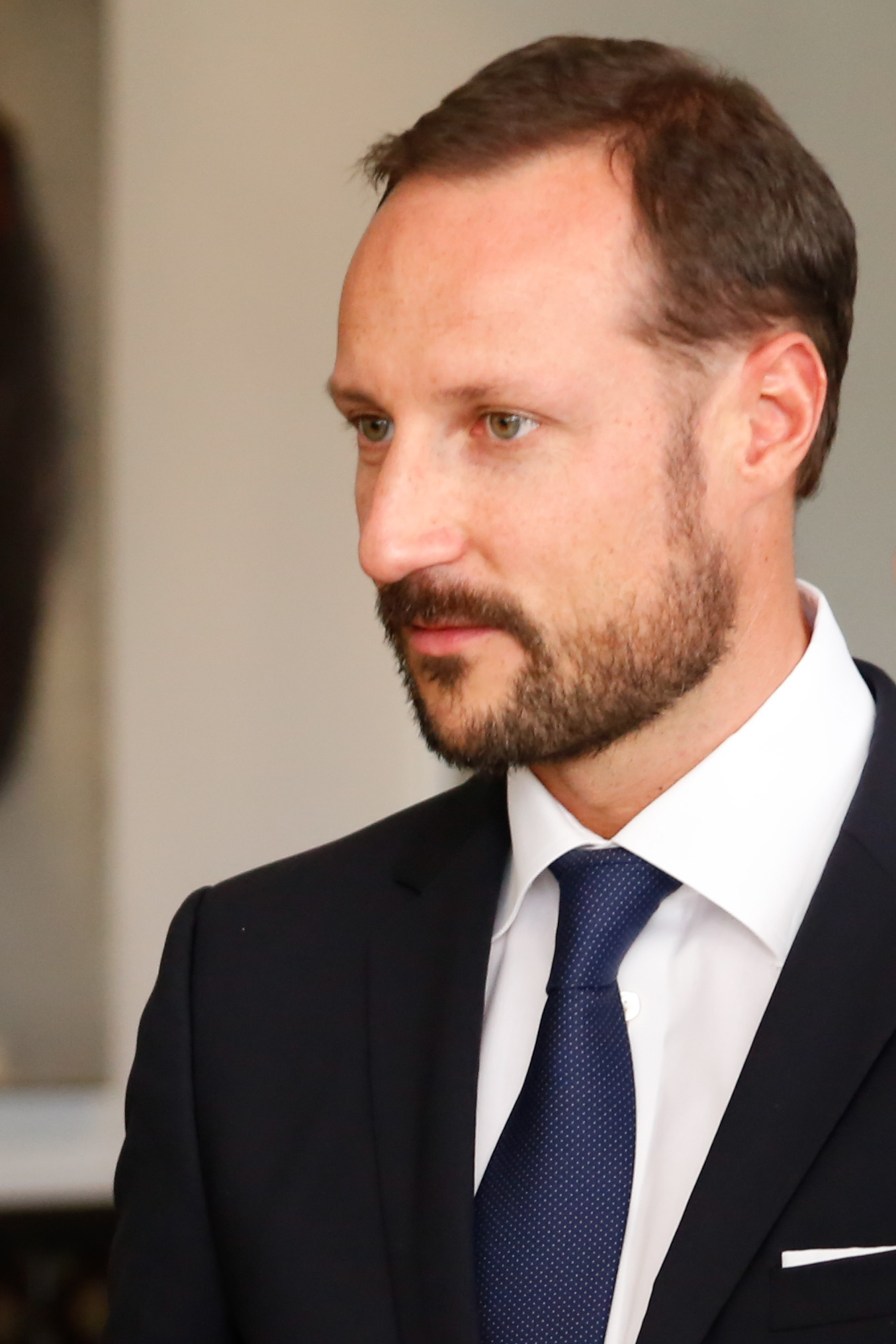
Haakon, prince héritier de Norvège.

L'ordre de succession au trône norvégien se compose des personnes habilitées à devenir monarque de Norvège.
La succession est actuellement régie par l'article 6 de la Constitution, modifié le plus récemment en 1990 pour introduire la primogéniture absolue parmi les petits-enfants et autres descendants éligibles du roi Harald V. Les enfants du roi sont toujours classés selon la primogéniture cognatique de préférence masculine, qui était la norme entre 1971 et 1990. Le prince héritier Haakon et ses descendants éligibles prennent ainsi le pas sur sa sœur aînée, la princesse Märtha Louise et ses descendants éligibles.
Seuls les descendants légitimes du monarque régnant, les frères et sœurs du monarque régnant et leurs descendants légitimes peuvent être en ligne de succession au trône. Cependant, la sœur aînée du roi, la princesse Astrid et ses descendants, ainsi que les descendants de la sœur aînée décédée du roi, la princesse Ragnhild, sont exclus de la ligne de succession en raison de la primogéniture agnatique qui était la norme avant 1971.
En cas d'absence de succession, le Storting (Parlement) a le droit d'élire un successeur en vertu de l'article 7 (si le roi est vivant) ou de l'article 48 (si le roi est décédé).
En accédant au trône (et en étant majeur), le monarque norvégien est tenu par l'article 9 de la Constitution de prêter serment devant les membres du Storting.

## Ordre de succession
- Roi Harald V (né en 1937)

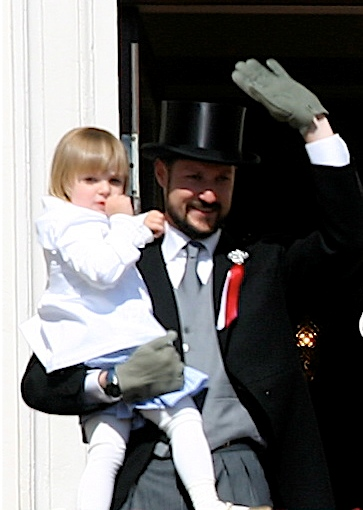
Haakon de Norvège et sa fille, Ingrid Alexandra.

  - (1) Prince héritier Haakon (né en 1973)[1],[2]
    - (2) Princesse Ingrid Alexandra (née en 2004)[1],[3]
    - (3) Prince Sverre Magnus (né en 2005)[1],[4]

  - (4) Princesse Märtha Louise (née en 1971)[1],[5]
    - (5) Maud Angelica Behn (née en 2003)[1]
    - (6) Leah Isadora Behn (née en 2005)[1]
    - (7) Emma Tallulah Behn (née en 2008)[1]